# مراف باهتا
مِراف باهتا اُگباگابِر (زادهٔ ۲۴ ژوئن ۱۹۸۹) دوندهٔ نیمه‌استقامت اریتره‌ای است. او نمایندهٔ سوئد در مسابقات بین‌المللی است و در دو دوی ۱۵۰۰ متر و ۳۰۰۰ متر تخصص دارد.
مراف باهتا در نوجوانی برای اریتره مسابقه و در مسابقات قهرمانی جهانی نوجوانان در سال ۲۰۰۶ در ۱۵۰۰ متر به مقام پنجم رسید. او از زمانی که در سال ۲۰۰۸ به سوئد نقل مکان کرد، به حرفهٔ دویدن خود ادامه داد و اولین طلای جهانی خود را در سال ۲۰۱۱ در ۵۰۰۰ متر کسب کرد. او در سال ۲۰۱۳ شهروند سوئد شد. از سال ۲۰۱۴، او نمایندهٔ سوئد است و در همان سال با بیش از ۵۰۰۰ متر در زوریخ، قهرمان اروپا شد. او همچنین چندین مدال در مسابقات قهرمانی اروپا (دوومیدانی و صحرانوردی) در انفرادی و تیمی از سال ۲۰۱۴ تا ۲۰۲۱ به دست آورد. در نوامبر ۲۰۲۱ در مسابقات قهرمانی اروپا در دوبلین موفق به کسب مدال نقره شد.

## زندگی‌نامه
او در دکیشاهای، اریتره که در آن زمان هنوز بخشی از اتیوپی بود، به دنیا آمد. او از نوجوانی و از سن ۱۵ سالگی شروع به دویدن کرده است. مسافت مورد علاقهٔ او از ۱۵۰۰ متر تا ۱۰ کیلومتر است. به عنوان نوجوان، او در مسابقات جهانی دو صحرانوردی شرکت کرد و در سال ۲۰۰۶ دوازدهم و در سال ۲۰۰۷ ششم شد. او به همراه هم‌تیمی‌هایش مدال نقرهی مسابقات تیمی را در مسابقات قهرمانی سال ۲۰۰۷ به دست آورد. او در مسابقات قهرمانی نوجوانان جهان در سال ۲۰۰۶ در مادهٔ ۱۵۰۰ متر پنجم شد. در بازی‌های سراسری آفریقا ۲۰۰۷، او در ۵۰۰۰ متر هفتم شد. او در اولین مسابقهٔ صحرانوردی بزرگسالان خود در مسابقات قهرمانی صحرانوردی جهان در سال ۲۰۰۸ شرکت کرد، اما فقط ۴۳ام شد.
بهترین زمان‌های شخصی او ۴:۰۵٫۱۱ دقیقه در ۱۵۰۰ متر است که در ژوئیهٔ ۲۰۱۳ در اوسدان-زولده به دست آمد؛ و همچنین ۱۴:۵۹٫۴۹ دقیقه در ۵۰۰۰ متر، در ژوئیهٔ ۲۰۱۴ در پالو آلتو، ایالات متحده آمریکا. بهترین رکورد ۵۰۰۰ شخصی او نیز رکوردی سوئدی به‌شمار آمد (رکورد پیشین در سال ۱۹۹۵ متعلق به سارا ودلوند بود). با مسابقهٔ زیر ۱۵ سال، مراف به موفقیت بزرگ بین‌المللی خود دست یافت و بلافاصله به یکی از بهترین دوندگان مسافت طولانی در خاک اروپا و مدعی مدال مسابقات قهرمانی اروپا در آینده تبدیل شد.
او در سال ۲۰۰۸ از اریتره به سوئد نقل مکان کرد. او در سوئد به حرفهٔ دویدن خود ادامه داد و از طرف اولف فریبرگ، مربی مصطفی محمد حمایت شد. باهتا در سال ۲۰۱۲ مجوز اقامت دائم خود را دریافت کرد و برای شهروندی سوئد درخواست داد. در دسامبر او تابعیت خود را دریافت کرد و از سال ۲۰۱۴ واجد شرایط رقابت برای سوئد در مسابقات قهرمانی بین‌المللی شده است. او نمایندهٔ سوئد در بازی‌های المپیک تابستانی ۲۰۱۶ بود و در ۱۵۰۰ متر به مقام ششم رسید. او در سال ۲۰۱۴ نیز برندهٔ جِی‌میلن شد؛ یک مسابقه دوی صحرایی فقط برای دختران-زنان در استکهلم، سوئد. او در مسابقات جهانی دو و میدانی ۲۰۱۷ در مادهٔ ۱۵۰۰ متر نهم شد.

## تعلیق دوپینگ
در ۲۶ ژوئیه ۲۰۱۸، روزنامه سوئدی Aftonbladet گزارش داد که او مظنون به نقض دوپینگ است. در ۲۴ ژوئن ۲۰۱۹، اعلام شد که او به دلیل دوپینگ تعلیق شده است. دورهٔ تعلیق تا حدی به ماسبق است و از ۱ سپتامبر ۲۰۱۸ تا ۱ سپتامبر ۲۰۱۹ ادامه داشت.

## دستاوردها
| سال            | مسابقه                              | محل برگزاری          | مقام           | رویداد           | توضیحات        |
| نمایندهٔ اریتره | نمایندهٔ اریتره                      | نمایندهٔ اریتره       | نمایندهٔ اریتره | نمایندهٔ اریتره   | نمایندهٔ اریتره |
| -------------- | ----------------------------------- | -------------------- | -------------- | ---------------- | -------------- |
| ۲۰۰۵           | مسابقات جهانی دوی صحرانوردی         | سن گالمیر، فرانسه    | ۳۲ام           | مسابقه نوجوانان  | ۲۲:۴۳          |
| ۲۰۰۶           | مسابقات قهرمانی نوجوانان جهان       | پکن، چین             | ۵ام            | ۱۵۰۰ متر         | ۴:۱۶٫۰۱        |
| ۲۰۰۶           | مسابقات جهانی دوی صحرانوردی         | فوکوئوکا، ژاپن       | ۱۲ام           | مسابقهٔ نوجوانان  | ۲۰:۲۲          |
| ۲۰۰۷           | مسابقات جهانی دوی صحرانوردی         | مومباسا، کنیا        | ۶ام            | مسابقه نوجوانان  | ۲۱:۲۴          |
| ۲۰۰۷           | بازی‌های سراسری آفریقا               | الجزیره، الجزایر     | ۹ام            | ۱۵۰۰ متر         | ۴:۱۵٫۱۲        |
| ۲۰۰۷           | بازی‌های سراسری آفریقا               | الجزیره، الجزایر     | ۷ام            | ۵۰۰۰ متر         | ۱۵:۵۶٫۳۰       |
| ۲۰۰۸           | مسابقات جهانی دوی صحرانوردی         | ادینبورگ، بریتانیا   | ۴۳ام           | مسابقه بزرگسالان | ۲۷:۳۱          |
| نمایندهٔ سوئد   |                                     |                      |                |                  |                |
| ۲۰۱۴           | مسابقات قهرمانی اروپا               | زوریخ، سوئیس         | ۱ام            | ۵۰۰۰ متر         | ۱۵:۳۱٫۳۹       |
| ۲۰۱۴           | مسابقات قهرمانی دوی صحرانوردی اروپا | صماقو، بلغارستان     | ۳ام            | مسابقهٔ بزرگسالان | ۲۸:۵۲          |
| ۲۰۱۶           | مسابقات قهرمانی اروپا               | آمستردام، هلند       | ۲ام            | ۵۰۰۰ متر         | ۱۵:۲۰٫۵۴       |
| ۲۰۱۶           | بازی‌های المپیک                      | ریو دو ژانیرو، برزیل | ۶ام            | ۱۵۰۰ متر         | ۴:۱۲٫۵۹        |
| ۲۰۱۷           | مسابقات قهرمانی داخل سالن اروپا     | بلگراد، صربستان      | ۴ام            | ۱۵۰۰ متر         | ۴:۰۷٫۹۰        |
| ۲۰۱۷           | مسابقات جهانی                       | لندن، بریتانیا       | ۹ام            | ۱۵۰۰ متر         | ۴:۰۴٫۷۶        |
| ۲۰۱۷           | مسابقات قهرمانی دوی صحرانوردی اروپا | شامرین، اسلواکی      | ۲ام            | مسابقه بزرگسالان | ۲۷:۰۳          |
| ۲۰۱۸           | مسابقات جهانی داخل سالن             | بیرمنگام، بریتانیا   | ۱۰ام           | ۱۵۰۰ متر         | ۴:۲۳٫۰۵        |
| ۲۰۱۸           | مسابقات جهانی داخل سالن             | بیرمنگام، بریتانیا   | ۱۲ام           | ۳۰۰۰ متر         | ۹:۰۵٫۹۴        |
| ۲۰۱۸           | مسابقات قهرمانی اروپا               | برلین، آلمان         | رد صلاحیت      | ۱۰٬۰۰۰ متر       | ۳۲:۱۹٫۳۴       |
| ۲۰۲۱           | مسابقات قهرمانی داخل سالن اروپا     | تورون، لهستان        | ۴ام            | ۳۰۰۰ متر         | ۸:۴۸٫۷۸        |
| ۲۰۲۱           | بازی‌های المپیک                      | توکیو، ژاپن          | ۱۸ام           | ۱۰٬۰۰۰ متر       | ۳۲:۱۰٫۴۹       |
| ۲۰۲۲           | مسابقات جهانی داخل سالن             | بلگراد، صربستان      | ۱۷ام           | ۳۰۰۰ متر         | ۸:۵۸٫۶۸        |

### بهترین‌های شخصی
| فضای باز - ۱۵۰۰ متر – ۴:۰۰٫۴۹ (بروکسل؛ ۱ سپتامبر ۲۰۱۷) - مایل – ۴:۲۵٫۲۶ (اسلو؛ ۹ ژوئن ۲۰۱۶) - ۳۰۰۰ متر – ۸:۳۷٫۵۰ (دوحه؛ ۲۱ ژوئیه ۲۰۱۶) رکورد شخصی - ۵۰۰۰ متر – ۱۴:۴۹٫۹۵ (رباط؛ ۲۲ مه ۲۰۱۶) رکورد شخصی - ۱۰٬۰۰۰ متر – ۳۱:۱۳٫۰۶ (پالو آلتو؛ ۵ مه ۲۰۱۷) رکورد شخصی | داخل سالن - ۱۵۰۰ متر – ۴:۰۴٫۸۹ (تورون؛ ۱۵ فوریه ۲۰۱۸) - ۳۰۰۰ متر – ۸:۴۲٫۴۶ (مادرید؛ ۸ فوریه ۲۰۱۸) رکورد شخصی |